# Natanael Batista Pimienta
Natanael Batista Pimenta, noto solo come Natanael (Cuiabá, 25 dicembre 1990), è un calciatore brasiliano, difensore svincolato.

## Palmarès

### Club

#### Competizioni nazionali
- Campionato bulgaro: 3

Ludogorec: 2015-2016, 2016-2017, 2017-2018
- Supercoppa di Bulgaria: 1

Ludogorec: 2018

#### Competizioni statali
- Campionato Goiano: 1

Atlético Goianiense: 2020